# Dávivec černý
Dávivec černý (Jatropha curcas) je keřovitá rostlina, druh z rozsáhlého tropického a subtropického rodu dávivec, který roste jako planě rostoucí rostlina na neúrodných kamenitých půdách v polopouštích. Při testování lehce dostupných rostlin pro výrobu bionafty (nahrazující palivo z ropy) se stál dávivec černý jedním z potenciálních zdrojů.

## Rozšíření
Druh pochází z Ameriky, z území rozkládající se od Mexika přes Středoamerické státy do Brazílie, Bolívie, Peru až po Paraguay a sever Argentiny. Mimo tyto původní oblasti druhotně roste také na jihu Evropa, severu Afriky a ve Východní Indii.
Je nenáročnou rostlinou suchých oblastí tropů a subtropů které dostačuje ročně jen 250 mm srážek (v Praze naprší asi 650 mm). Vystačí si i s kamenitou nebo štěrkovitou neúrodnou půdou která může být i zasolená. Přestože se nejčastěji vyskytuje v nadmořských výškách do 500 m a při průměrné roční teplotě přes 20 °C, dobře roste i ve vyšších výškách a krátkodobě snese i mírný mráz. Netrpí nemocemi ani jej nenapadají živočišní škůdci.
Při umělých výsadbách bylo zjištěno, že nejrychleji roste při průměrných dešťových srážkách okolo 600 mm ročně a pokud je vysazen do kvalitní, na živiny bohaté a propustné půdy vyroste i do výšky 10 m, dvojnásobku běžné průměrné hodnoty. A mohutnější rostlina více plodí.

## Popis
V období dlouhého sucha částečně opadavý, jednodomý keř nebo malý strom dorůstající průměrně do výšky 3 až 5 m. Žlutohnědě zabarvená kůra je hladká a loupe se v tenkých širokých šupinách a po větvích jsou řídce rozmístěné lenticely. Při poranění z něj vytéká bílé mléko latex. Střídavě vyrůstající listy s dlouhými řapíky a malými, brzy opadávajícími palisty jsou v obrysu široce oválné. Bývají dlouhé 7 až 15 a široké 7 až 13 cm, jsou tři až pětilaločné, na bázi jsou srdčité, na vrcholu zašpičatělé a po obvodu celistvé. Jsou téměř lysé, svrchu sytě zelené a lesklé, naspodu šedozelené a jsou dlanitě žilnaté s pěti až devíti žilkami.
Téměř 12 cm dlouhé úžlabní nebo terminální květenství s krátkými kopinatými listeny obsahuje deset až dvacet samčích květů na jeden samičí, oboje květy jsou pětičetné. Žlutozelené samčí květy mají kalich se 3 mm dlouhými lístky a korunu s 5 mm lístky které jsou ve spodní třetině srostlé, v květu se dále nachází deset tyčinek s prašníky. Pět vnitřních tyčinek má vespod nitky srostlé, pět vnějších je má volné. Samičí květy jsou na delších stopkách a mají kalich se 4 mm dlouhými lístky a korunu se 6 mm lístky které nejsou srostlé. Dále se v samičím květu nachází 10 zakrslých patyčinek a spodní trojpouzdrý, lysý semeník s třemi dvouklanými bliznami. Oboje květy produkují nektar, opylovány jsou hmyzem, hlavně včelami.
V květenství se obvykle vytvoří deset a více plodů. Jsou to 2,5 až 3 cm dlouhé, elipsoidní nebo oválné tobolky které jsou zprvu zelené, se zráním žloutnou a v plné zralosti (asi 3 měsíce po odkvětu) jsou tmavě hnědé. Tobolka má tři pouzdra, v každém je téměř 2 cm podlouhlé černé semeno. Semena obsahují asi 35 % oleje a současně i jedovatý toxalbumin curcin (obdobný je ve skočci obecném). Dávivec černý nemá pevnou dobu kvetení, plody lze obvykle sklízet dvakrát až třikrát za rok. Prvně plodí za tří až pět let a dožívá se až 40 roků. V přírodě se rozmnožuje semeny s krátkou životaschopností a při průmyslovém pěstování je šířen rostlinnými řízky.

## Význam
Vylisovaný olej se pro své výrazně projímavé účinky užíval v lidovém lékařství a také sloužil ke svícení, čerstvé kůry se zase používalo jako léku k hojení ran při malomocenství, ekzémech a vředech. Někdy se keře vysazují do řad k ohrazení pozemků, dřevo starých keřů se používá k topení.
Dávivec černý je považován za potenciální zdroj ekologické bionafty. Z plantáže o rozloze jednoho hektaru lze získat z jeho semen ročně 1,5 tun paliva. Není to mnoho, ale rostliny mohou růst v místech pro jiné druhy nevhodných (suchá a zasolená půda), navíc je to nepotravinářská rostlina vyžadující minimální péči a pro jejíž plody není jiné zužitkování.

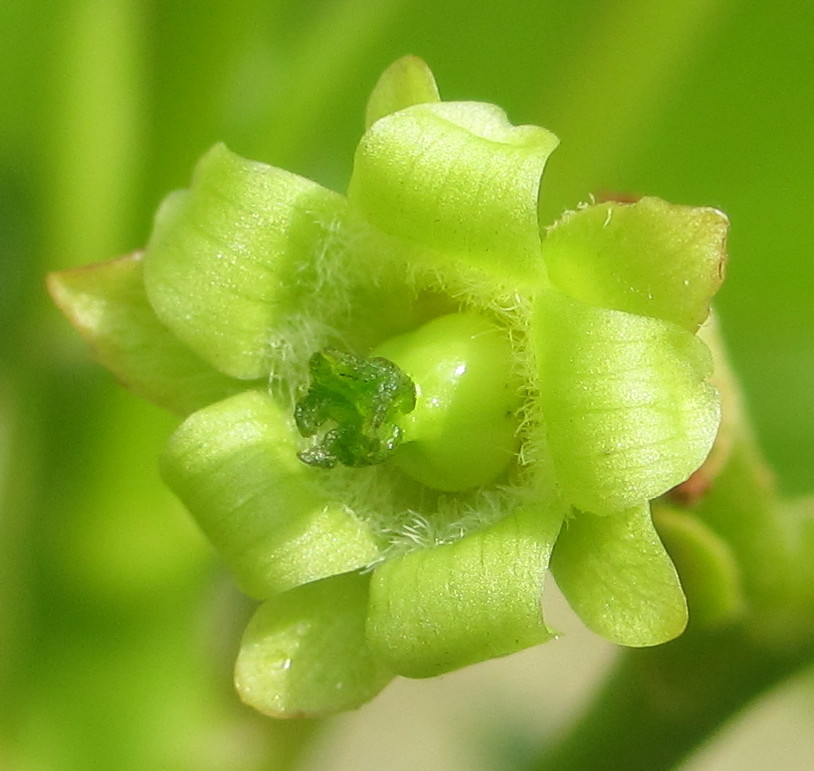
Samičí květ
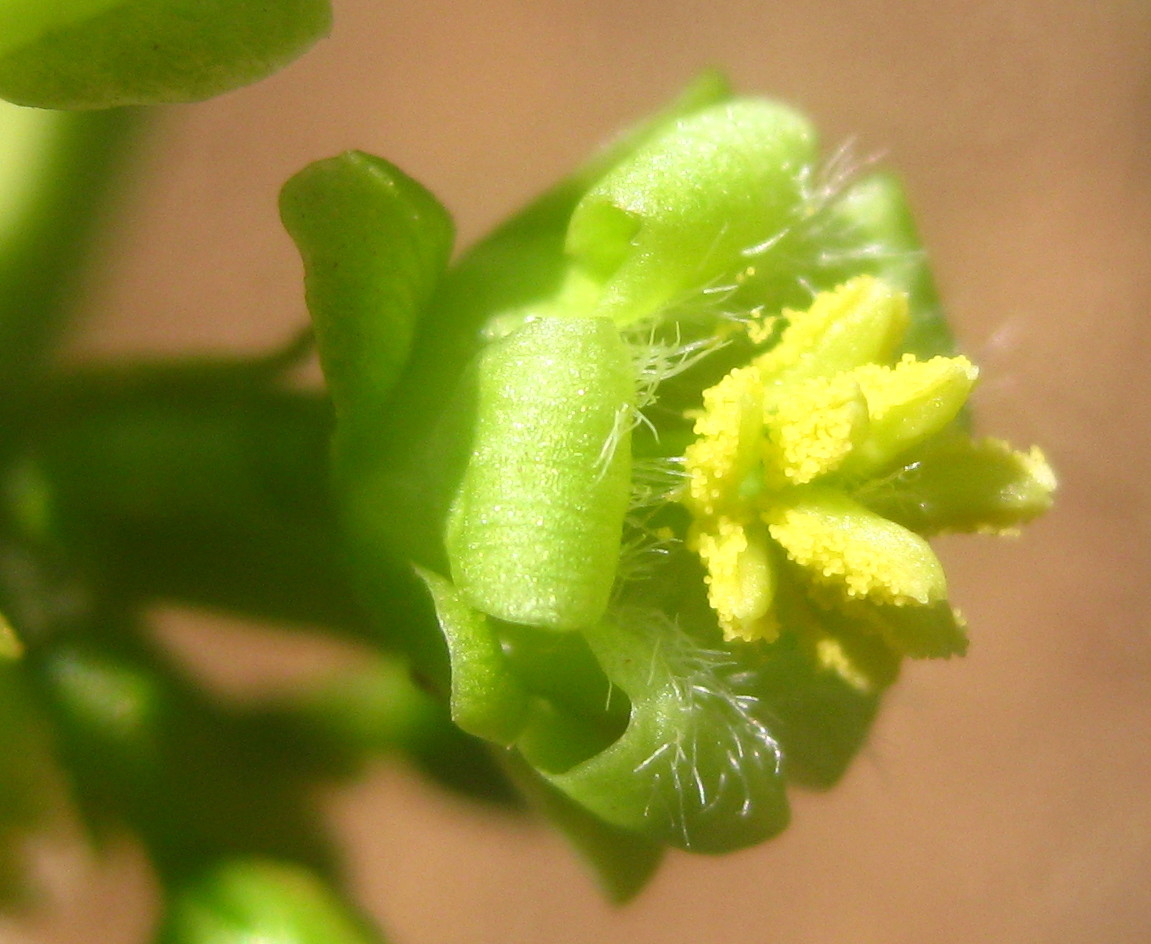
Samčí květ
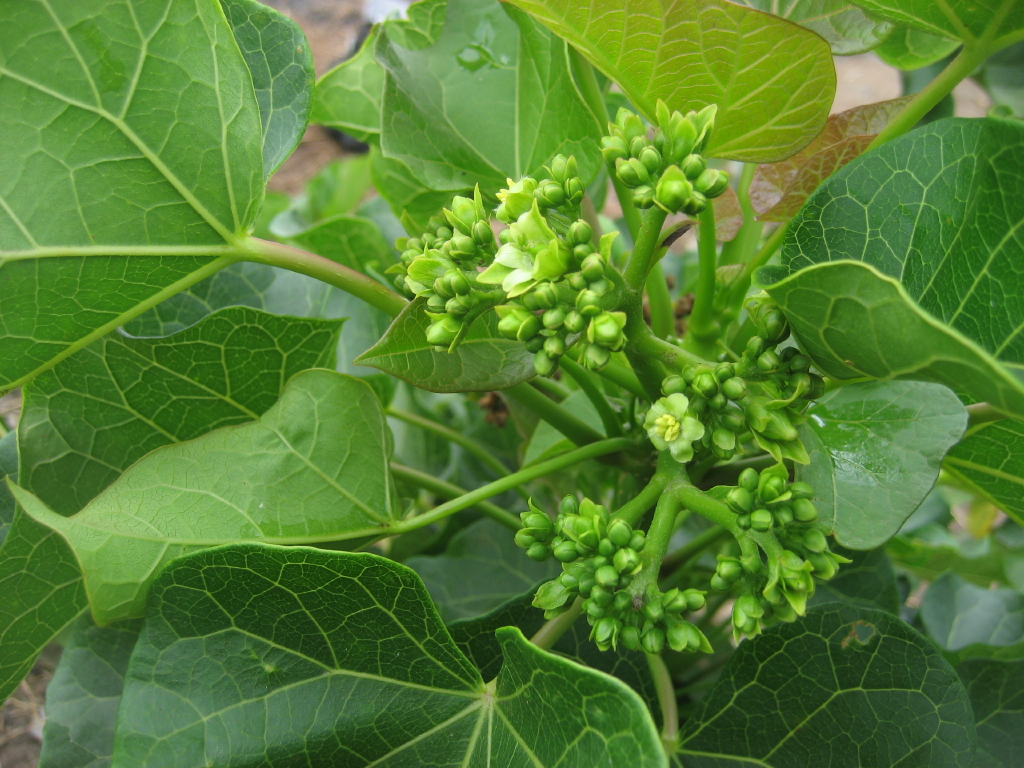
Květenství
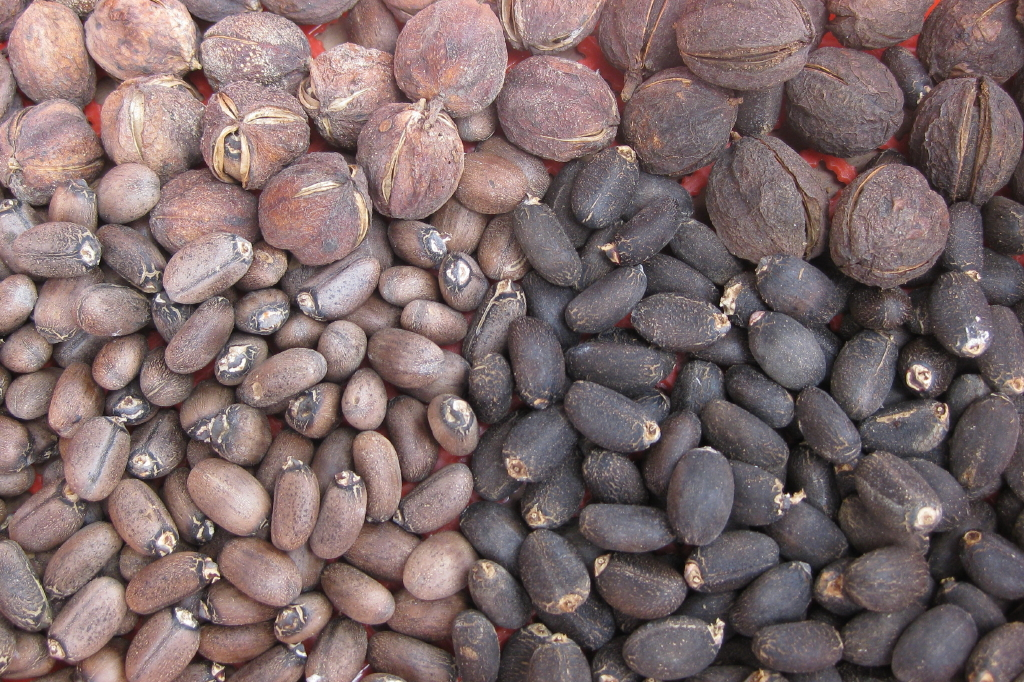
Zralé plody a vyluštěná semena